# Согдійське письмо
Согдійське письмо спочатку використовувалося для согдійської мови, мови в іранській родині, якою послуговувався народ Согдії. Письмо походить від сирійського письма, що є нащадком арамейського алфавіту. Согдійське письмо є однією із трьох писемностей, які використовувалися для запису согдійської мови, іншими є маніхейський алфавіт та сирійський алфавіт. Воно використовувалося по всій Центральній Азії, від краю Ірану на заході до Китаю на сході, приблизно з 100—1200 років нашої ери.

## Структура
Як і системи письма, від яких воно походить, согдійську систему письма можна описати як абджад, але вона також демонструє тенденції до алфавіту. Письмо складається із 17 приголосних, багато з яких мають альтернативні форми для початкової, середньої та кінцевої позиції. Як і в арамейському алфавіті, довгі голосні зазвичай писалися за допомогою matres lectionis, приголосних алеф, йод і вав. Проте, на відміну від арамейської мови та більшості абджадів, ці знаки приголосних також іноді слугували для вираження коротких голосних (які також іноді могли залишатися невираженими, як у батьківських системах). Щоб відрізнити довгі голосні від коротких, перед знаком, що позначає довгу голосну, можна написати додатковий алеф. Алфавіт також містить кілька діакритичних знаків, які використовувалися непослідовно. Воно писалося справа наліво, але до того часу, як воно розвинулося у свою дочірню систему, староуйгурський алфавіт, він був повернутий на 90 градусів, написаний вертикально у стовпцях зліва направо. Дзвінкі та глухі фрикативи у сценарії послідовно не розрізняються.
У письмі також з'являються арамейські логограми, залишки адаптації арамейського алфавіту до согдійського письма. Ці логограми використовуються в основному для службових слів, таких як займенники, артиклі, прийменники та сполучники.

## Літери
| Звук | Нац.  | Ман. | Хр.             |
| ---- | ----- | ---- | --------------- |
| k    | k     | k, q | q               |
| x    | x     | x    | x (= Сир. k)    |
| (g)  | k     | g    | g               |
| γ    | γ     | γ    | γ (= Сир. 'айн) |
| č    | с     | с    | с (= Сир. цаде) |
| (с)  | ts, c | c    | с               |
| (ĵ)  | с     | j    | c               |
| t    | t     | t, t | t (Сир. ţ)      |
| θ    | δ     | δ    | θ (Сир. t)      |
| (d)  | t     | d    | t, d            |
| δ    | δ     | δ    | d               |
| p    | p     | p    | p               |
| f    | p, β  | f    | f               |
| (b)  | p, β  | b    | b, p            |
| v    | β     | β    | b               |
| r    | r     | r    | r               |
| (l)  | δ, r  | l    | l               |
| y    | y     | y    | y               |
| w    | w     | w    | w               |
| s    | s     | s    | s               |
| š    | š     | š    | š               |
| z    | z     | z    | z               |
| ž    | z     | j    | ž               |
| (h)  | x, 0  | h    | h               |
| n    | n     | n    | n               |
| m    | m     | m    | m               |

## Різновиди
Три основні різновиди согдійського письма розвинулися з часом: ранньосогдійський, індуїстсько-буддійський архаїчний некурсивний тип; письмо сутри, каліграфічне письмо, що використовується в согдійських буддійських писаннях; і так зване «уйгурське» курсивне письмо (не плутати зі староуйгурським письмом). Раннє согдійське письмо датується початком четвертого століття н. е. і характеризується чіткими розділеними графемами. Письмо сутри з'явилося приблизно у 500 р. н. е., тоді як курсивне письмо розвивається приблизно століттям пізніше. Курсивне письмо названо так тому, що його літери з'єднані основною лінією. Оскільки багато літер курсивного письма надзвичайно схожі за формою, аж до нерозрізнення, це найважче для читання з трьох різновидів. Оскільки согдійське письмо стало більш скорописним і більш стилізованим, деякі літери стало важче розрізняти або їх можна було розрізняти лише в кінцевій позиції, наприклад, n і z.

## Вихідні матеріали
Согдійське письмо відоме з релігійних текстів буддизму, маніхейства та християнства, а також із світських джерел, таких як листи, монети та юридичні документи. Найдавніші відомі согдійські документи — це 5 листів, відомих як «Стародавні листи», знайдених у 1907 році сером Аурелом Стейном у сторожовій вежі поблизу Дуньхуана, Китай. Ці листи датуються приблизно 312—313 рр. н. е. і написані ранньосогдійським письмом.
Согдійські буддійські тексти, написані шрифтом сутри, є молодшими і датуються приблизно шостим-восьмим або дев'ятим століттями. Вони були знайдені в перші два десятиліття ХХ століття в одній з печер Тисячі Будд у китайській провінції Ганьсу. Основна частина цих рукописів зберігається у Британській бібліотеці, Національній бібліотеці Франції та Російській академії наук.
Ще одне важливе відкриття радянськими вченими — «Документи кухля» 1933 року. Ці документи були знайдені в залишках фортеці на горі Муг на півночі Таджикистану. Документи, яких налічується понад 76, були написані на різних типах матеріалів, таких як папір, шовк, дерево та шкіра. Згідно з датами на документах, вони датуються VIII століттям нашої ери. Більшість із них написані согдійським курсивом.

## Дитячі системи письма
«Уйгурський» курсив згодом розвинувся в староуйгурське письмо, яке використовувалося для написання староуйгурської мови. Цей дочірній шрифт, однак, був повернутий на 90 градусів, написаний у вертикальному напрямку зверху вниз, але перша вертикальна лінія починалася з лівого боку, а не справа, як у китайській мові, швидше за все тому, що напрямок справа наліво використовувався для горизонтального письма. Традиційний монгольський алфавіт, який є адаптацією староуйгурського алфавіту, все ще використовує цей вид вертикального письма, як і його більш віддалений нащадок маньчжурський.

## Кодування
Існують шрифти, що кодують согдійські алфавіти в Unicode — Noto Sans Old Sogdian і Noto Sans Sogdian.
У сирійській писемності три додаткові символи використовувалися для позначення звуків согдійського письма, яких не було в сирійській мові. Вони були включені в Юнікод у 2002 році.
- 074D ύ сирійська літера согдійська Zhain (порівняйте 0719 ꙗ сирійська літера Zain)
- 074E ώ сирійська літера согдійський кхаф (порівняно з 071F = сирійська літера капх) — порівняйте початкові форми ώ‍ і 보
- 074F Ϗ сирійська літера согдійська Fe (порівняйте 0726 ‎сирійська літера Pe)

Стару согдійську та согдійську мови було додано до стандарту Unicode у червні 2018 року з випуском версії 11.0.

### Блоки
Блок Unicode для старосогдійської мови U+10F00–U+10F2F містить 40 символів. Блок Unicode для согдійської мови U+10F30–U+10F6F містить 42 символи.